# RheinEnergieStadion
A RheinEnergieStadion (korábban Müngersdorfer Stadion) egy német futballstadion Kölnben. Ez a helyi Bundesliga csapat, az 1. FC Köln otthona.

## A stadion
Köln külvárosában található, a megnyitás óta az 1. FC Köln játszik benne. Számos Német labdarúgó-válogatott meccset rendeztek itt, a stadionban híres  együttesek is legalább kétévente megfordulnak. 

## Jelen
Jelenleg a Bundesliga stadionjai közé tartozik, minden hazai meccsét itt játssza a városi alakulat, a meccseken nem ritka a teltház.